# السيدة شالوت (لوحة)
السيدة شالوت هي لوحة زيتية رسمها الفنان الأنكليزي جون وليام ووترهاوس عام 1888، أنها تمثيل لنهاية قصيدة ألفريد تنيسون، والتي تحمل نفس الإسم. رسم ووترهاوس ثلاث نسخ في اعوام 1888،
1894، 1915.

## وصف
تحتوي اللوحة على تفاصيل مرسومة بدقة وألوان زاهية مرتبطة بعصر ما قبل الرفائيلية. وهي تصور الشخصية الفخرية لقصيدة تينسون، والتي تحمل أيضًا عنوان السيدة شالوت (1832). في القصيدة كانت السيدة محتجزة في مسكنها تحت لعنة منعتها من الخروج أو حتى النظر مباشرة من النافذة، كانت رؤيتها الوحيدة للعالم من خلال المرآة. جلست أسفل المرآة ونسجت نسيجًا من المشاهد التي استطاعت رؤيتها من خلال الانعكاس. بعد تحدي اللعنة بالنظر من النافذة إلى كاميلوت، شقت السيدة طريقها إلى قارب صغير. هذه هي اللحظة التي تظهر في لوحة ووترهاوس، حيث تغادر السيدة لمواجهة مصيرها. تم تصويرها وهي تجلس على النسيج الذي نسجته.
السيدة لديها فانوس في مقدمة قاربها، ويوجد الصليب بالقرب من القوس، بجانب الصليب توجد ثلاث شموع. كانت الشموع تمثل الحياة، فقد انطفأت شمعتان بالفعل، مما يدل على أن وفاتها ستأتي قريبًا. بصرف النظر عن التفاصيل المجازية، تم تقدير هذه اللوحة لقدرات ووترهاوس في الرسم الواقعي. فستان السيدة أبيض صارخ على خلفية الألوان الداكنة. إن اهتمام ووترهاوس الوثيق بالتفاصيل والألوان، وإبراز جمال الطبيعة، والجودة الواقعية، وتفسيره لوجهها الضعيف الحزين، جميعها دليل إضافي على مهارته الفنية. تتضمن التفاصيل الطبيعية طائري السنونو، ونباتات المياه التي يمكن العثور عليها في أحد الأنهار في إنجلترا في هذا الوقت.